# Liste des phares des îles Anglo-Normandes

Channel Islands

Voici une liste des phares des Îles Anglo-Normandes. Cet archipel se trouve à l'ouest de la presqu'île du Cotentin dans la Manche. La Trinity House Lighthouse Service, située à Londres, est le service britannique des phares chargé de la navigation maritime et de la maintenance des îles anglo-normandes..
Les phares anglo-normands se répartissent sur les îles : Aurigny, Guernesey , Jersey , Sercq et Herm.

## Aurigny
- Phare de Mannez
- Phare des Casquets

## Guernesey
- Tour Bréhon
- Phare Les Hanois
- Phare du Château (Saint-Pierre-Port)

## Herm et Sercq
- Phare de Sercq

## Jersey
- Phare de La Corbière
- Tour de Vinde
- Phare de Sainte Catherine (Saint-Martin)
- Phare de Sorel Point

## Les phares
| Nom                                 | Photo | Lieu Coordonnées                               | Île       | Année   |
| ----------------------------------- | ----- | ---------------------------------------------- | --------- | ------- |
| Phare de Mannez                     |       | Aurigny 49° 43′ 45″ N, 2° 09′ 51″ O            | Aurigny   | 1912    |
| Tour Bréhon                         |       | Petit Ruau 49° 28′ 17″ N, 2° 29′ 18″ O         | Guernesey | 1856    |
| Phare de La Corbière                |       | Saint-Brélade 49° 10′ 49″ N, 2° 14′ 45″ O      | Jersey    | 1874    |
| Phare de Sainte Catherine           |       | Saint-Martin 49° 13′ 20″ N, 2° 00′ 39″ O       | Jersey    | Inconnu |
| Crocq Pierhead                      |       | Saint Sampson 49° 28′ 58″ N, 2° 30′ 59″ O      | Guernesey | Inconnu |
| Phare du Château Castle Breackwater |       | Saint-Pierre-Port 49° 27′ 18″ N, 2° 31′ 27″ O  | Guernesey | 1850    |
| Phare des Casquets                  |       | Les Casquets 49° 43′ 19″ N, 2° 22′ 37″ O       | Aurigny   | 1724    |
| Demie de Pas                        |       | Saint-Hélier 49° 09′ 01″ N, 2° 06′ 09″ O       | Jersey    | 1904    |
| Gorey Pier                          |       | Gouray 49° 11′ 48″ N, 2° 01′ 20″ O             | Jersey    | 1966    |
| Grève d'Azette                      |       | Saint-Hélier 49° 10′ 07″ N, 2° 05′ 04″ O       | Jersey    | 1896    |
| Phare Les Hanois                    |       | Les Hanois 49° 26′ 01″ N, 2° 42′ 01″ O         | Guernesey | 1862    |
| St Martins Point                    |       | Jerbourg point 49° 25′ 18″ N, 2° 31′ 42″ O     | Guernesey | Inconnu |
| Tour de Vinde                       |       | Saint-Brélade 49° 09′ 55″ N, 2° 10′ 05″ O      | Jersey    | 1915    |
| Platte Fougere                      |       | Saint Sampson 49° 30′ 51″ N, 2° 29′ 07″ O      | Guernesey | 1910    |
| Platte                              |       | Petit Ruau 49° 29′ 15″ N, 2° 29′ 52″ O         | Guernesey | Inconnu |
| Roustel                             |       | Petit Ruau 49° 29′ 14″ N, 2° 28′ 49″ O         | Guernesey | 1970    |
| Phare de Sercq                      |       | Pointe Robert 49° 26′ 11″ N, 2° 20′ 44″ O      | Sercq     | 1913    |
| Phare de Sorel Point                |       | Vingtaine du Douet 49° 15′ 36″ N, 2° 09′ 32″ O | Jersey    | 1938    |
| St Sampsons South Pier Range Rear   |       | Saint-Sampson 49° 28′ 57″ N, 2° 31′ 04″ O      | Guernesey | 1874    |
| Tautenay                            |       | Herm 49° 30′ 06″ N, 2° 26′ 49″ O               | Herm      | Inconnu |
| Mont Ube                            |       | Saint-Hélier 49° 10′ 18″ N, 2° 03′ 36″ O       | Jersey    | 1896    |
| Victoria Marina                     |       | Saint-Pierre-Port 49° 27′ 19″ N, 2° 32′ 02″ O  | Guernesey | Inconnu |
| White Rock Pier                     |       | Saint-Pierre-Port 49° 27′ 23″ N, 2° 31′ 35″ O  | Guernesey | 1908    |